# Raumbach
Raumbach ist eine Ortsgemeinde im Landkreis Bad Kreuznach in Rheinland-Pfalz. Sie gehört der Verbandsgemeinde Nahe-Glan an.

## Geographie
Das Straßendorf liegt auf der westlichen Seite des unteren Glantals im Nordpfälzer Bergland. Im Südosten befindet sich Meisenheim, im Südwesten Desloch und nördlich liegt Abtweiler.

## Geschichte
Die erste urkundliche Erwähnung von Raumbach findet sich in einer Urkunde des Grafen Heinrich I. von Veldenz aus dem Jahre 1293. Das Dorf gehörte zum Meisenheimer Besitz der Grafschaft Veldenz, der im Wesentlichen Lehensgut des Erzbistums Mainz war. Durch Erbgang kam Meisenheim 1444 an Pfalz-Zweibrücken. 1798 wurde Raumbach zusammen mit der Stadt Meisenheim dem neugebildeten Departement Saar zugeschlagen. Der Glan bildete dabei die Grenze zum Departement Donnersberg. 1816 bis 1866 gehörte Raumbach zum Oberamt Meisenheim der Landgrafschaft Hessen-Homburg und kam mit diesem 1866 zu Preußen.
Statistik zur Einwohnerentwicklung
Die Entwicklung der Einwohnerzahl von Raumbach, die Werte von 1871 bis 1987 beruhen auf Volkszählungen:
| Jahr | Einwohner |
| 1815 | 328       |
| 1835 | k. A.     |
| 1871 | 481       |
| 1905 | 524       |
| 1939 | 504       |
| 1950 | 563       |

| Jahr | Einwohner |
| 1961 | 489       |
| 1970 | 536       |
| 1987 | 493       |
| 2005 | 444       |
| 2022 | 398       |

## Politik

### Bürgermeister
Die Stelle des Ortsbürgermeisters ist vakant. Die Aufgaben werden von den Beigeordneten wahrgenommen.
Ortsbürgermeister seit 2019 war Jürgen Soffel. Bei der Kommunalwahl am 26. Mai 2019 wurde er mit einem Stimmenanteil von 52,46 % gewählt und wurde damit Nachfolger von Reimund Ellrich.

## Kultur und Sehenswürdigkeiten
In Raumbach gibt es einen Naturlehrpfad. Der Ort erhielt 1896 durch Eröffnung der als unmittelbare Fortsetzung der Lautertalbahn gebauten Strecke Lauterecken–Odernheim Anschluss an das Eisenbahnnetz. Dieses Teilstück ging 1904 in der in dem Jahr vollständig eröffneten Glantalbahn auf, die jedoch inzwischen stillgelegt ist. Auf ihr können Touristen Draisinen-Fahrten unternehmen.
Siehe auch: Liste der Kulturdenkmäler in Raumbach

## Wirtschaft und Infrastruktur
Im Süden verläuft die Bundesstraße 420. In Staudernheim ist ein Bahnhof der Nahetalbahn.

## Persönlichkeiten
- Ernst Gillmann (1890–1966), evangelischer Theologe (in Raumbach geboren)